# Reichersberg
Reichersberg ist eine Marktgemeinde in Oberösterreich im Bezirk Ried im Innkreis im Innviertel mit 1666 Einwohnern (Stand 1. Jänner 2025). Die Gemeinde liegt im Gerichtsbezirk Ried im Innkreis. Im Ortskern befindet sich das Augustiner-Chorherren-Stift Reichersberg.

## Geografie
Reichersberg liegt auf 347 Meter Höhe im Innviertel. Die Ausdehnung beträgt von Nord nach Süd etwa 6,5 Kilometer, von West nach Ost etwa 3,5 Kilometer. Die Gesamtfläche beträgt 21 Quadratkilometer. 11 Prozent der Fläche sind bewaldet, 71,9 Prozent der Fläche werden landwirtschaftlich genutzt. Katastralgemeinden sind Hart und Traxlham.

### Gemeindegliederung
Das Gemeindegebiet umfasst folgende Ortschaften (in Klammern Einwohnerzahl Stand 1. Jänner 2025):
- Fraham (43)
- Hart (253)
- Hübing (89)
- Kammer (71)
- Linn (1)
- Minaberg (34)
- Münsteuer (178)
- Pfaffing (32)
- Reichersberg (882)
- Sindhöring (10)
- Traxlham (73)

### Nachbargemeinden
| Bad Füssing      | Antiesenhofen                               |                 |
| Obernberg am Inn | Kompassrose, die auf Nachbargemeinden zeigt | Ort im Innkreis |
| Mörschwang       | St. Martin im Innkreis                      |                 |

### Klima
|                        | Jan  | Feb  | Mär  | Apr  | Mai  | Jun  | Jul  | Aug  | Sep  | Okt  | Nov  | Dez  |   |      |
| Mittl. Temperatur (°C) | −1,4 | −0,1 | 4,3  | 9,0  | 14,1 | 16,8 | 18,6 | 18,0 | 13,6 | 8,7  | 3,4  | −0,1 | ⌀ | 8,8  |
| Mittl. Tagesmax. (°C)  | 1,3  | 3,5  | 9,0  | 14,7 | 19,9 | 22,3 | 24,7 | 24,2 | 19,4 | 13,6 | 6,3  | 2,2  | ⌀ | 13,5 |
| Mittl. Tagesmin. (°C)  | −5,2 | −4,4 | −0,4 | 2,9  | 7,7  | 10,4 | 12,0 | 11,8 | 8,2  | 4,3  | 0,1  | −3,4 | ⌀ | 3,7  |
|                        |      |      |      |      |      |      |      |      |      |      |      |      |   |      |
| Niederschlag (mm)      | 46   | 38   | 57   | 51   | 83   | 93   | 109  | 92   | 67   | 56   | 50   | 53   | Σ | 795  |
|                        |      |      |      |      |      |      |      |      |      |      |      |      |   |      |
| Luftfeuchtigkeit (%)   | 81,5 | 73,3 | 64,1 | 54,7 | 54,4 | 58,7 | 55,4 | 56,4 | 63,1 | 69,8 | 80,9 | 83,6 | ⌀ | 66,3 |

| −5,2 |

| −4,4 |

| −0,4 |

| 2,9 |

| 7,7 |

| 10,4 |

| 12,0 |

| 11,8 |

| 8,2 |

| 4,3 |

| 0,1 |

| −3,4 |

| −5,2 |

| −4,4 |

| −0,4 |

| 2,9 |

| 7,7 |

| 10,4 |

| 12,0 |

| 11,8 |

| 8,2 |

| 4,3 |

| 0,1 |

| −3,4 |

## Geschichte

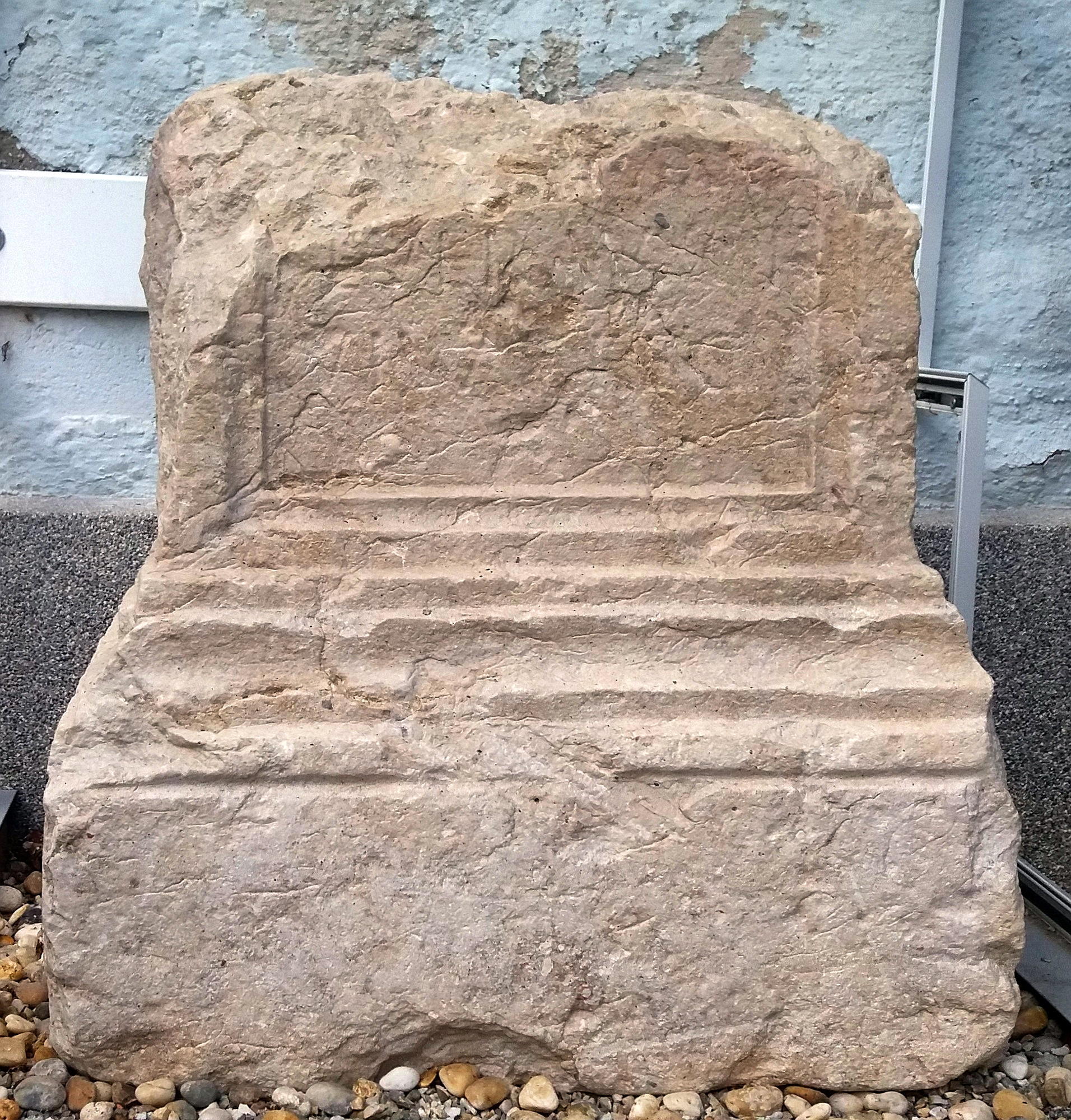
Fragment des römischen Grabaltars von Münsteuer

In römischer Zeit gehörte das Gebiet um Reichersberg südlich des Inn zur Provinz Noricum. 2011 wurde bei Kanalbauarbeiten in der Ortschaft Münsteuer der Marktgemeinde Reichersberg ein Römerstein gefunden, der später als Fragment eines Grabaltars identifiziert werden konnte. Die Vorderseite trägt eine Inschrift, auf den beiden Nebenseiten ist jeweils ein Trauergenius mit einer gesenkten Fackel dargestellt. Die Oberseite des Monuments ist abgebrochen.
Das heute noch bestehende Stift Reichersberg wurde 1084 durch Wernher von Reichersberg gegründet. Ort und Stift kamen nach dem Frieden von Teschen 1779 mit den östlich des Inn gelegenen Gebieten des kurfürstlich bayerischen Rentamtes Burghausen, die bis dahin „Innbaiern“ geheißen hatten, als „Innviertel“ zu Österreich. Der Untere Inn, der bis dahin in erster Linie ein Handelsweg innerhalb Bayerns gewesen war, wurde damit zum Grenzfluss zwischen dem Kurfürstentum Bayern und Österreich ob der Enns.  Während der Napoleonischen Kriege wieder kurz bayerisch, gehört Reichersberg seit 1816 (Vertrag von München) endgültig zu Oberösterreich. Nach dem Anschluss Österreichs an das Deutsche Reich am 13. März 1938 gehörte der Ort zum „Gau Oberdonau“. Nach 1945 erfolgte die Wiederherstellung Oberösterreichs.
Augustiner-Chorherren-Stift Reichersberg: Dietburga und Wernher von Reichersberg ließen die Anlage errichten. Im 11. Jahrhundert, nach dem tödlichen Unfall des einzigen Sohnes, wandelte der Adelige Wernher von Reichersberg seinen Besitz in ein Kloster um. Seither befindet sich seine Stiftung im Besitz der Augustiner Chorherrn. Nach einem Großbrand im 17. Jahrhundert erhielten die Stiftsgebäude ihre heutige barocke Gestalt. Von 1940 bis 1945, in der NS-Zeit, wurde im Stift eine Fliegerschule eingerichtet, das Stift wurde aber nicht aufgelöst. Bei einem Endphaseverbrechen wurden am 2. Mai 1945 der Augustiner-Chorherr Rupert Haginger und die Stiftswirtschafterin Theresia Lauß von zwei Volkssturmmännern erschossen.

### Einwohnerentwicklung
1991 hatte die Gemeinde laut Volkszählung 1.379 Einwohner, 2001 dann 1.399 Einwohner. Von 2001 bis 2011 gab es einen stärkeren Zuwachs, da neben der Geburtenbilanz auch die Wanderungsbilanz positiv wurde (+49).

## Kultur und Sehenswürdigkeiten

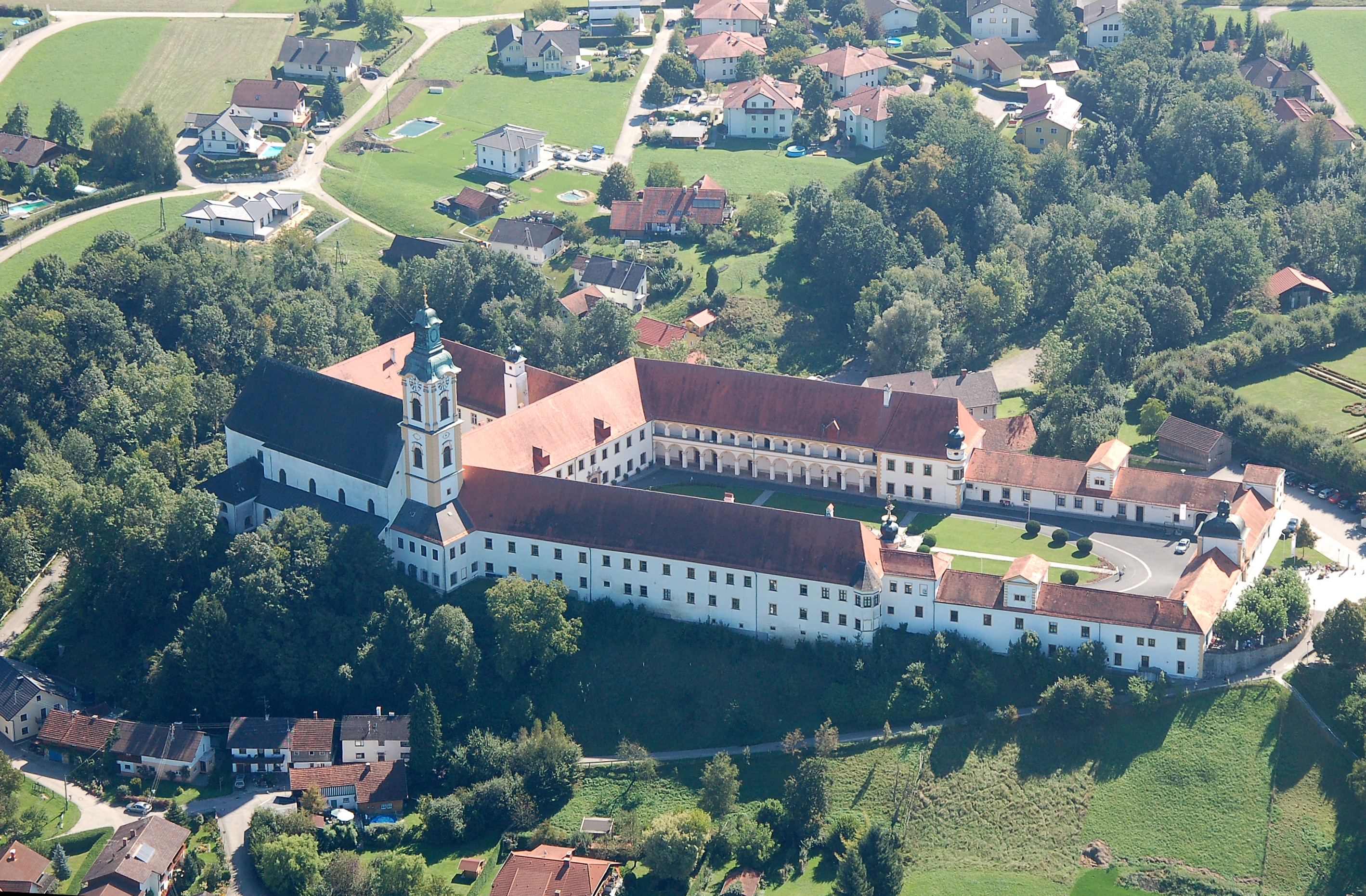
Stift Reichersberg

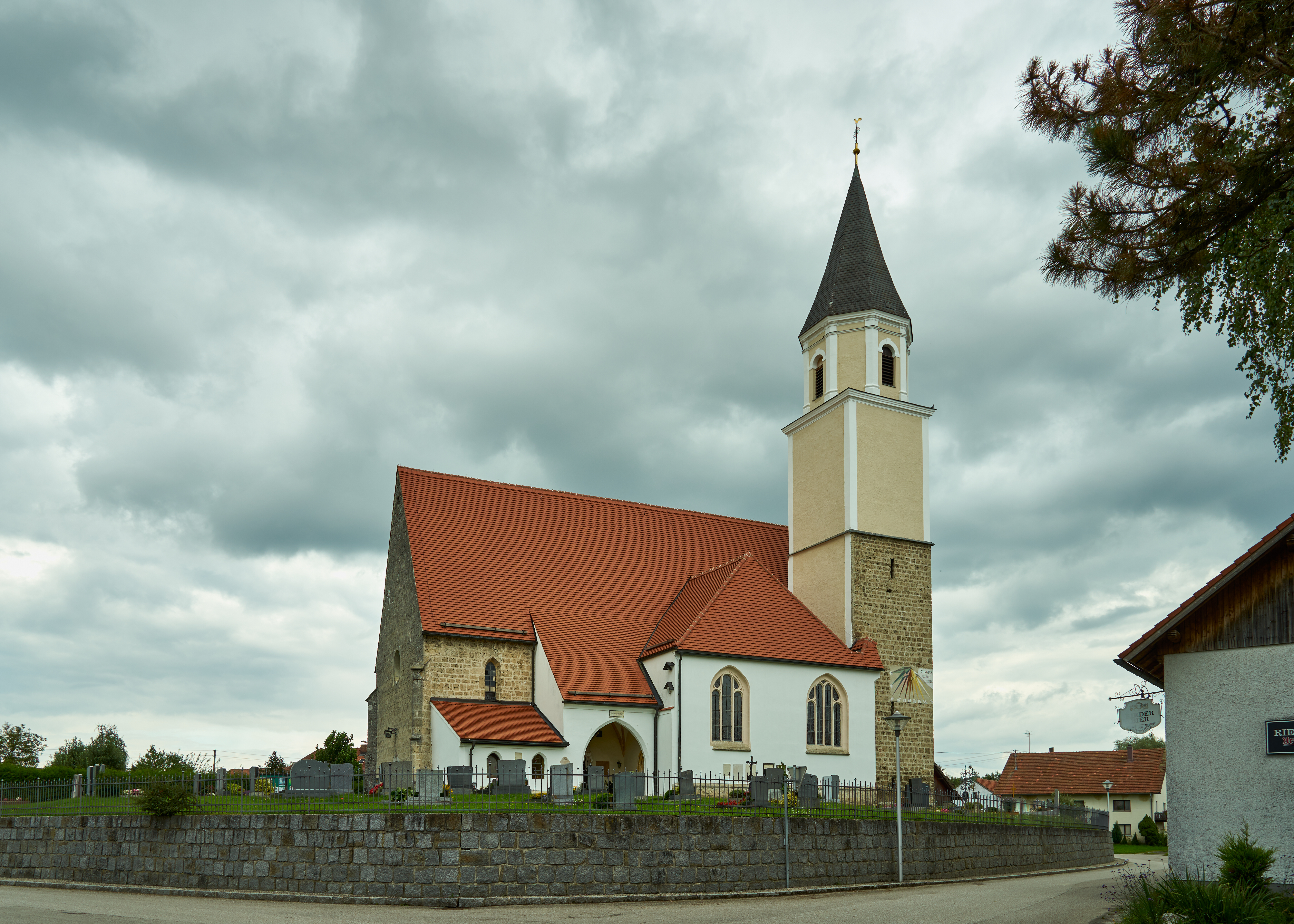
Pfarrkirche Münsteuer

- Stift Reichersberg: Das Stift hat ein Stiftsmuseum mit einer ständigen Ausstellung von Plastiken und Zeichnungen von Mitgliedern der Bildhauerfamilie Schwanthaler, eine Bibliothek, einen Kreuzgang, eine Sakristei und im Äußeren Stiftshof eine Brunnenfigur des hl. Michael von Thomas Schwanthaler aus dem Jahr 1694.
- Katholische Pfarr- und Stiftskirche hl. Michael
- Katholische Pfarrkirche Münsteuer Hll. Peter und Paul
- Als Naturdenkmal ist die „Kaiserlinde“, eine Winter-Linde (Tilia cordata) nahe der Doblkapelle erwähnenswert.

### Regelmäßige Veranstaltungen
- Reichersberger Sommer: Seit 50 Jahren finden im Stift Konzerte verschiedener Art, Ausstellungen und Lesungen statt. Veranstaltungsorte sind die Stiftskirche, der Augustinisaal und seit 2004 auch das neue Veranstaltungszentrum.

## Wirtschaft und Infrastruktur
Reichersberg ist wegen seiner verkehrsgünstigen Lage eine Zuzugsgemeinde. Im Osten des Gemeindegebietes im Ort Kammer ist ein kleines Industriezentrum entstanden. Die Firmen FACC, Eisen Wagner und OTN Pulverbeschichtung haben sich in der Ortschaft Kammer (Gemeinde Reichersberg) angesiedelt.

### Bildung
In der Gemeinde befinden sich ein Kindergarten mit Krabbelstube und eine Volksschule.

### Verkehr
- Eisenbahn: Von der Haltestelle Hart sind einerseits Ried im Innkreis und Attnang-Puchheim an der Westbahn sowie Schärding an der Passauer Bahn erreichbar.
- Straße: Die Anschluss-Stelle Ort im Innkreis der Innkreis Autobahn A8 liegt im Osten des Gemeindegebietes.

## Politik
Der Gemeinderat hat 19 Mitglieder.

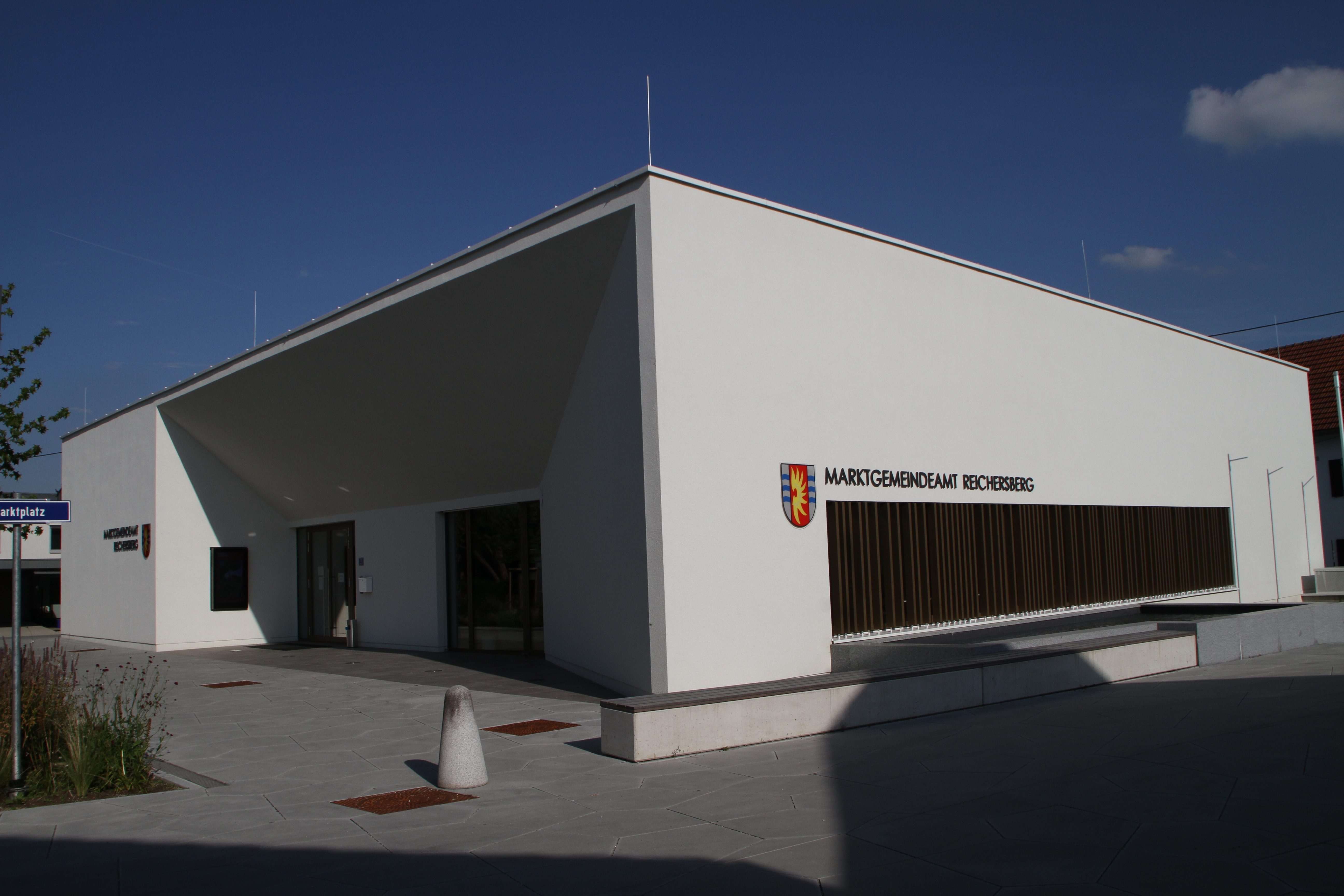
Marktgemeindeamt Reichersberg

- Mit den Gemeinderats- und Bürgermeisterwahlen in Oberösterreich 2003 hatte der Gemeinderat folgende Verteilung: 9 ÖVP, 7 SPÖ und 3 FPÖ.
- Mit den Gemeinderats- und Bürgermeisterwahlen in Oberösterreich 2009 hatte der Gemeinderat folgende Verteilung: 10 ÖVP, 6 FPÖ und 3 SPÖ.
- Mit den Gemeinderats- und Bürgermeisterwahlen in Oberösterreich 2015 hatte der Gemeinderat folgende Verteilung: 10 ÖVP, 7 FPÖ und 2 SPÖ.
- Mit den Gemeinderats- und Bürgermeisterwahlen in Oberösterreich 2021 hat der Gemeinderat folgende Verteilung: 8 ÖVP, 5 PRO, 3 TEAMR, 2 FPÖ und 1 SPÖ.[11][12]

### Bürgermeister
- 1995–2009 Johann Schamberger (ÖVP)[13]
- seit 2009 Bernhard Öttl (ÖVP)[14]

### Wappen
Offizielle Beschreibung des Gemeindewappens: Zwischen silbernen Flanken mit blauen Drillingswellenleisten (Symbolisch für den Fluss Inn) in Rot ein goldener Flügel (Symbolisch für das Stift Reichersberg) . Die Gemeindefarben sind Rot-Gelb.

## Persönlichkeiten

### Ehrenbürger der Gemeinde
- Roman Foissner
- Karl Planck von Planckburg

### Söhne und Töchter der Gemeinde
- Maximilian Danhammer († 1708), böhmischer Sakristan, stammte aus Reichersberg
- Rudolf Freyer (1886–1961), Schuhmachermeister, Politiker, Abgeordneter und Zweiter Präsident des Landtages

### Personen mit Bezug zu Reichersberg
- die Augustiner-Chorherren des Stiftes Reichersberg, die seit Gründung des Klosters regen Anteil am öffentlichen Leben in Reichersberg nehmen (Siehe auch: Liste der Pröpste von Reichersberg)
- Juliane Stockmaier, zuletzt wohnhaft in Minaberg Nr. 13, als Zeugin Jehovas im Juli 1943 im KZ Ravensbrück umgekommen[16]
- Anita Selinger (* 1963), Textilkünstlerin und Fotografin
- Andreas Sagmeister (* 1966), Bildhauer und Schmuckkünstler

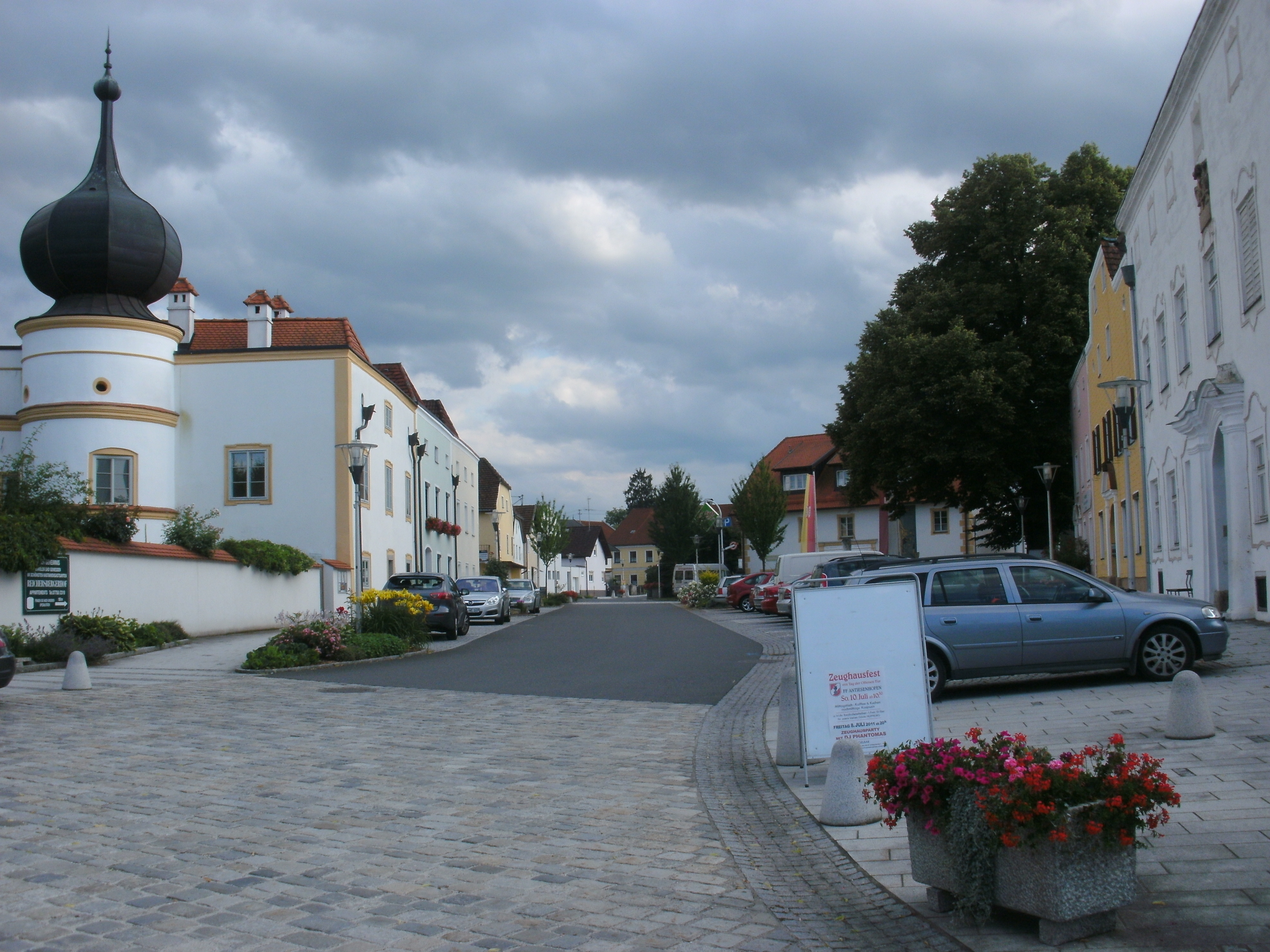
Zentrum von Reichersberg
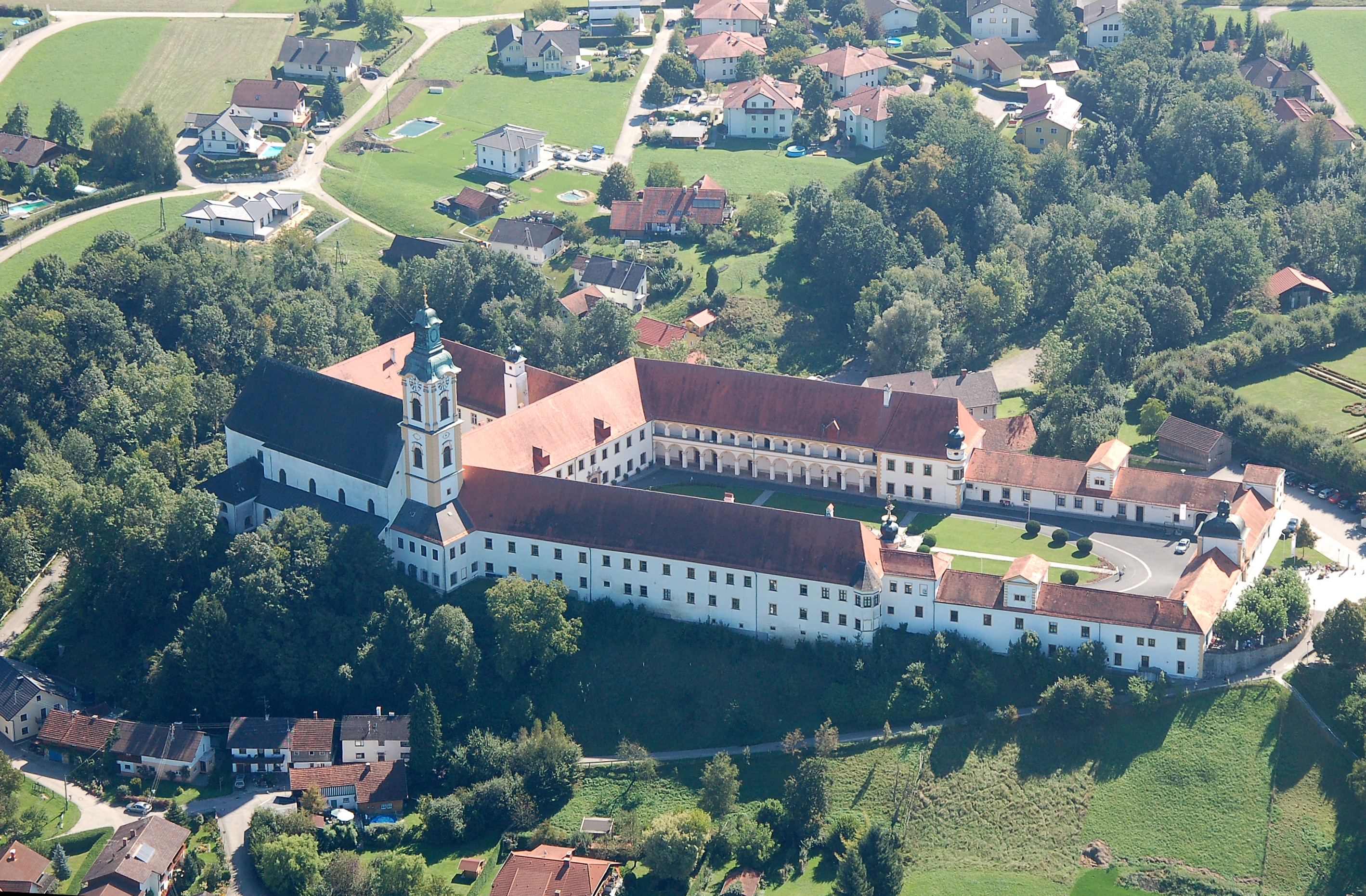
Chorherrenstift Reichersberg
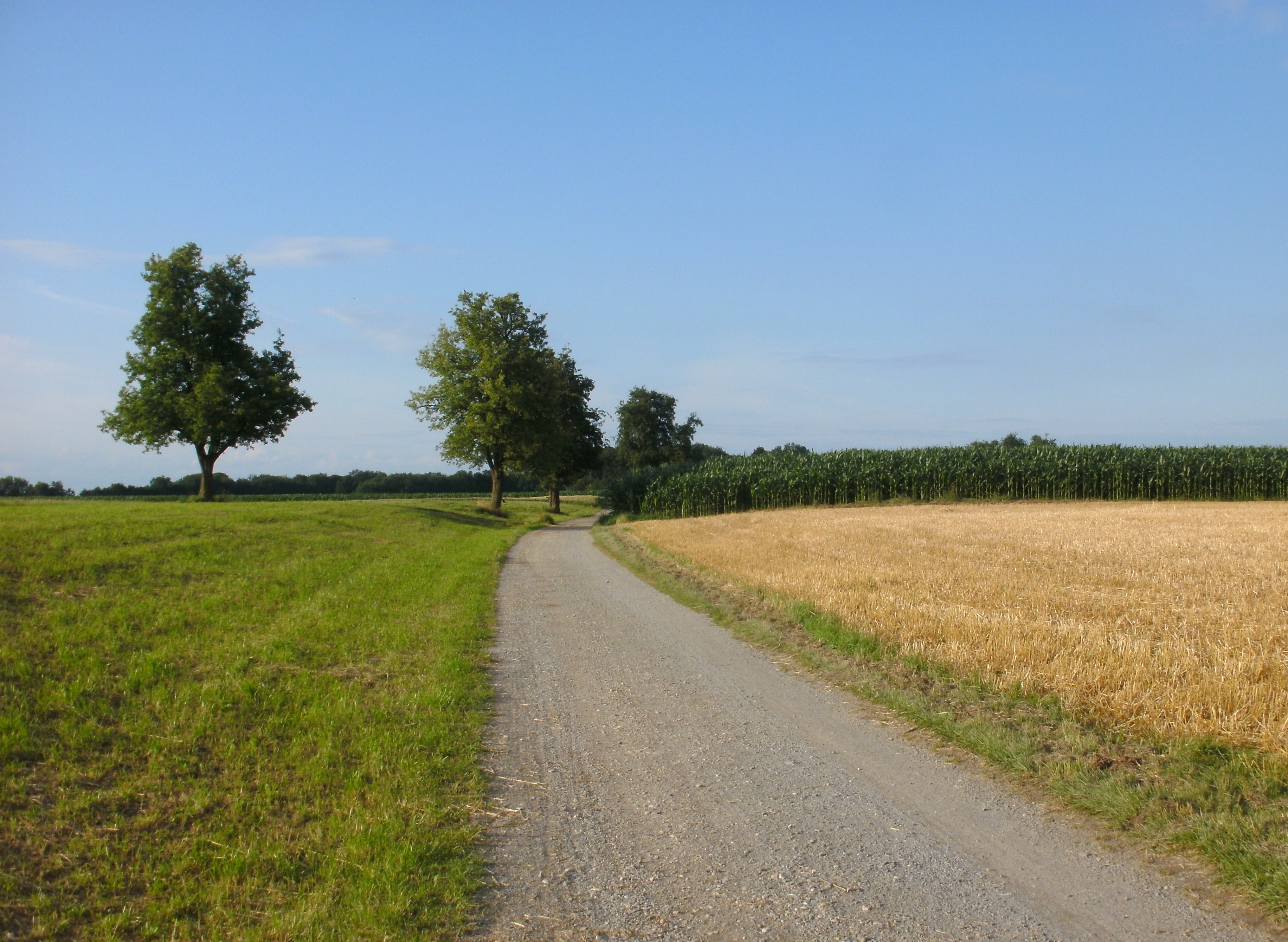
Landschaft bei Reichersberg
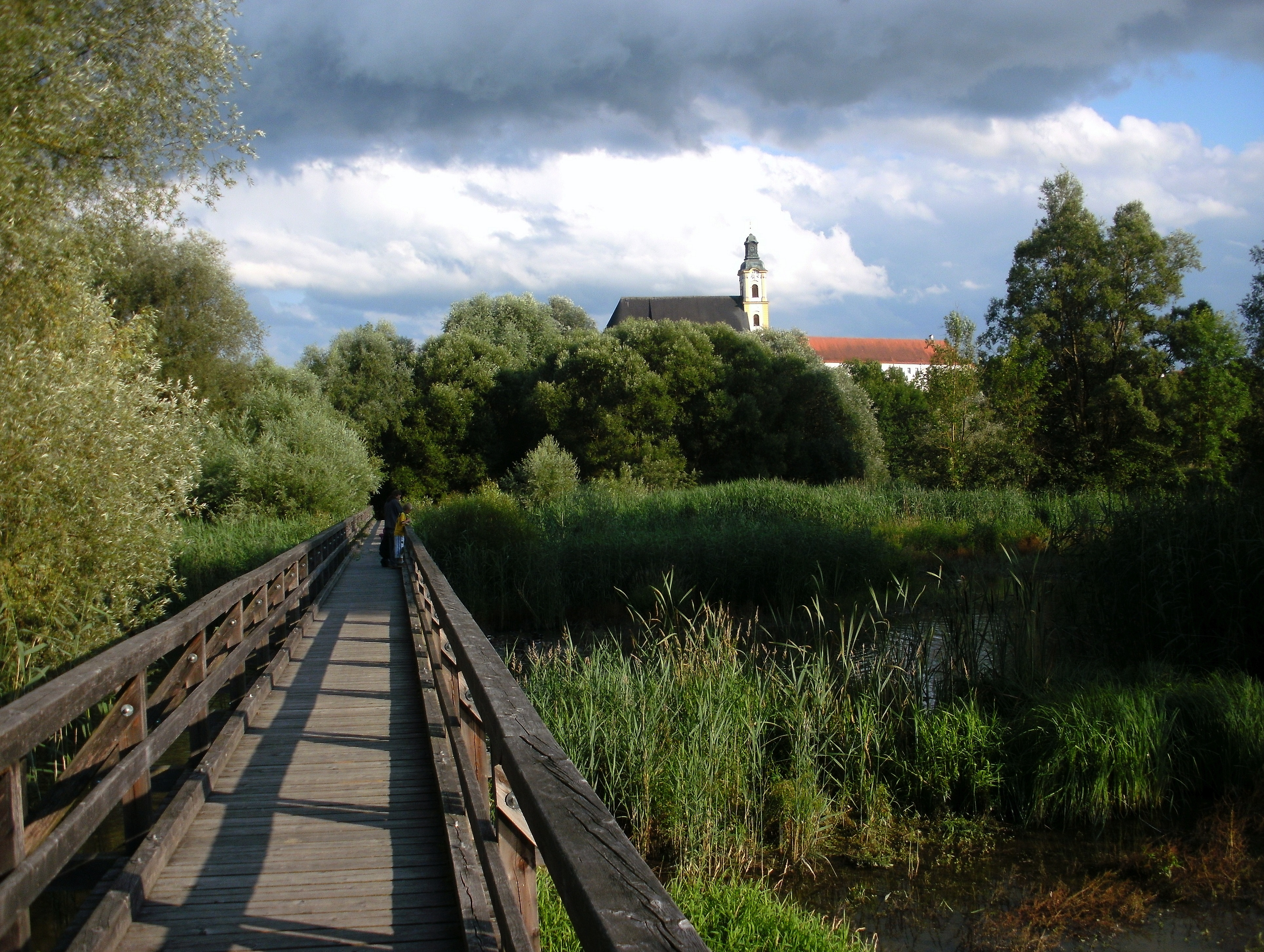
Innauen bei Reichersberg
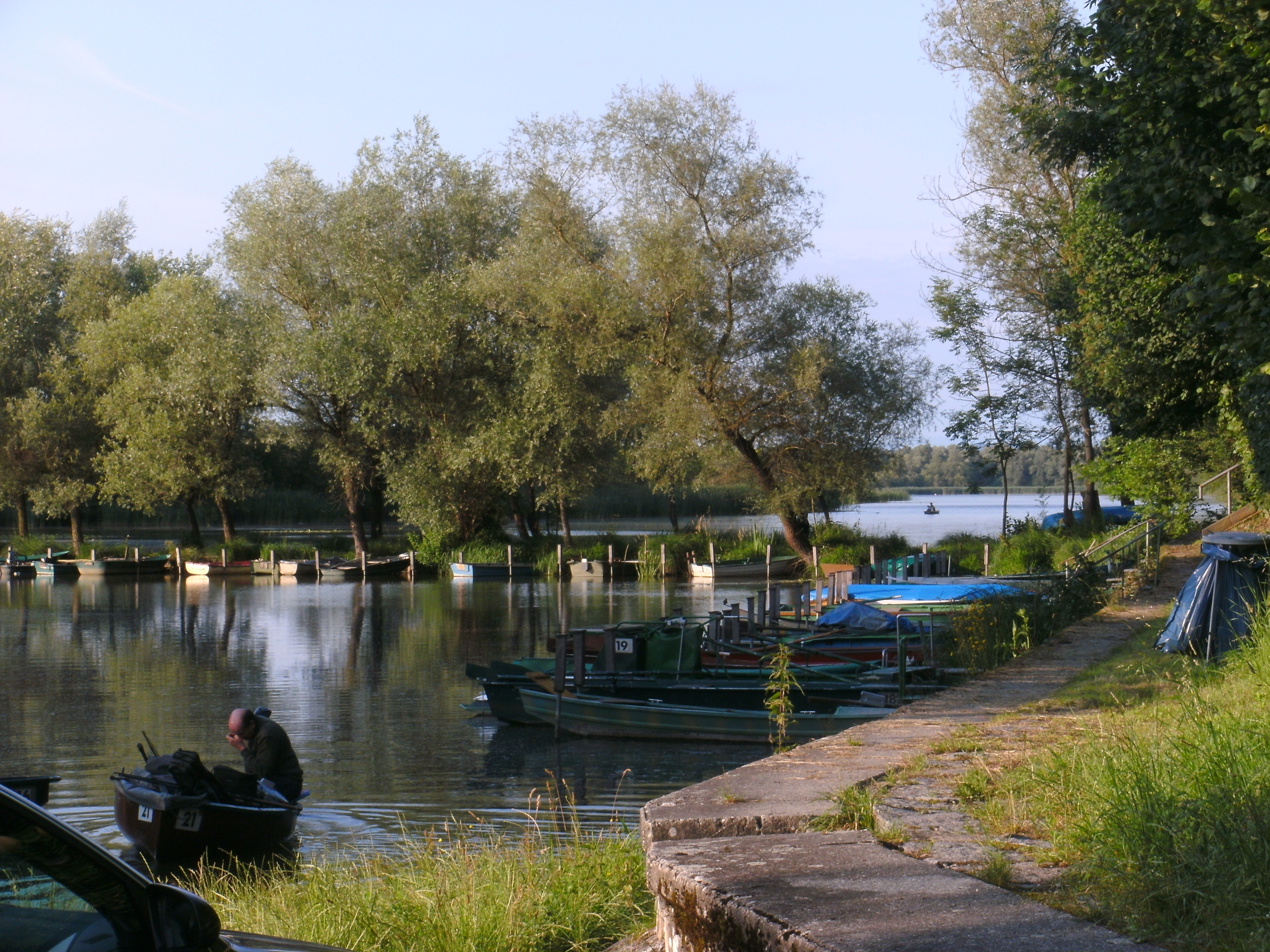
Innauen bei Reichersberg